# Pasinger Christkindl-Markt

Pasinger Christkindl-Markt

Der Pasinger Christkindl-Markt ist ein Münchner Weihnachtsmarkt, der traditionell an allen Adventswochenenden auf dem Vorplatz der Pasinger Pfarrkirche Maria Schutz stattfindet. Mit über 20 hauptsächlich kunsthandwerklichen Marktständen und einem Kulturprogramm (u. a. mit einem Perchtenlauf) ist er einer der größten Christkindlmärkte im Münchner Westen. Traditionell findet am vierten Advent die Verlosung der Hauptpreise der wohltätigen Tombola statt. Diese wurde anfangs vom Lions Club Blutenburg organisiert und wird seit 2009 vom Rotaract Club Germering durchgeführt.
1983 wurde der Markt auf Initiative einiger Pasinger Geschäftsleute, Persönlichkeiten und des Vereins Pasinger Mariensäule e. V. gegründet. Am 9. Dezember 1983 wurde der 1. Pasinger Christkindl-Markt vom Münchner Stadtrat a. D. Thomas Schmatz, dem damaligen Pasinger Stadtpfarrer Monsignore Georg Schuster und dem damaligen Münchner Oberbürgermeister Erich Kiesl feierlich eröffnet.
2000 erlebten die zahlreichen Besucher des Christkindlmarktes die Aufführung von Ludwig Thomas Heiliger Nacht, die in der Pfarrkirche Maria Schutz von Toni Berger gelesen und über Lautsprecher auf den Marktplatz übertragen wurde.